# 아마존 고무 붐
아마존 고무 붐은 브라질과 아마존 주변국에서 열대우림의 파라고무나무로부터 고무를 채취 및 생산하기 위해 아마존 열대 우림지대로 진출한 일로, 브라질과 인접국의 경제사와 사회사에서 중요한 사건들 중의 하나이다.

## 배경
고무는 아메리카 토착민이 발견한 탄성체이다. 중남미에 자생하는 여러 고무나무 종의 수액은 중성으로 단량체인 아이소프렌을 함유하고 있다. 공기중에서 놔두면 한나절에서 하루 사이에 약산성으로 바뀌면서 반응이 일어나 고분자인 고무가 된다.

## 첫 번째 붐 (1879–1912)
신대륙이 발견된지 4.5세기가 지났지만 아마존의 토착민들은 사실상 독립적으로 살고 있었다. 아마존은 너무 넓었고 들어가기 어려웠으며 금이나 다른 귀중한 자원도 없었다. 그래서 식민지 브라질이나 브라질 제국 정부는 아마존 일대를 개발하는 것을 지원하지 않고 있었다.

### 고무 수요의 급증
유럽의 산업 혁명은 고무의 수요가 크게 늘어났다. 당시에는 고무가 아마존에서만 채취되었기 때문에 고무는 고가에 거래되었다. 고무 추출 산업이 성장하면서 아마존에도 많은 이주자들이 들어와 마을과 도시가 생겼다. 마나우스는 브라질에서 리우데자네이루주의 Campos dos Goytacazes에 이어 두 번째로 전기가 보급된 도시이다.

### 철도의 발달
전쟁에서 패해 내륙국이 된 볼리비아 정부는 아마존강을 거쳐 유럽이나 미국과 교역하기 위한 교통로를 찾고 있었다. 결국 1846년에 마모레강과 마데이라강을 잇는 철도를 추진하기로 결정했다.
강은 아마존 유역을 항해하고 여행하기 위한 중요한 교통로였다. 처음에 볼리비아 정부는 마모레에서 마데이라강까지 항해로를 뚫을 계획이었다. 그러나 그 구간에는 20여개의 폭포가 있어서 산업적인 규모의 수상 수송을 할 수 없었다. 철도를 건설해 그 구간을 피해가는 것이 유일한 해결책이었다.
1867년 브라질은 볼리비아와는 별도로 고무를 수송할 방법을 찾기 시작했다. 마데이라강 유역의 고무나무 지대가 고무 추출에 적합한 지역이라는 것을 알아냈다.
1869년 볼리비아 정부는 마데이라강과 마모레를 이을 방법을 찾으라고 탐험가 조지 얼 처치(George Earl Church)를 보냈다. 조지 얼 처치는 곧 배로 수송을 하는 것이 정말 어렵다고 알고 철도를 놓는 것으로 계획을 바꾸었다. 조지 얼 처치는 1870년에 마데이라강의 고무나무 지대를 따라 철도를 놓자고 브라질 정부에 제안했다.

### 아크레 문제
브라질인들은 새로운 고무나무를 찾기 위해 아마존 깊숙히 진출했다. 볼리비아는 뒤늦게 아크레 지방에 대한 지배력을 되찾으려고 하면서 충돌이 일어났다. 결국 1899년에 브라질인들이 아크레 공화국을 선포했다가 진압되는 일이 반복되었다. 결국 1903년 11월 페트로폴리스 조약이 체결되어 아크레를 브라질에 넘기고 브라질은 마투그로수주의 약 3000 km2가량을 볼리비아에 인도하고 200만 파운드를 배상하며, 볼리비아가 아마존강을 거쳐 대서양으로 교역할 수 있도록 마데이라강이 급류로 흐르는 구간을 따라 마데이라-마모레 철도를 부설해 주기로 합의하였다.

### 마데이라-마모레 철도
6천여명의 노동자가 건설 과정에서 죽어 '악마의 철도'라는 별명이 붙은 마데이라-마모레 철도가 미국의 기업인 Percival Farquhar이 소유한 기업에 의해 건설되었다. 철도는 1912년 4월 30일에 완공됐다.

### 독점의 끝
철도가 완공된 1912년은 브라질에게는 너무 늦은 시기였다. 이미 영국의 문익점인 헨리 위컴(Henry Wickham)이 고무나무 씨앗을 1876년에 반출해, 18세기 말에는 영국의 식민지인 말레이시아나 스리랑카에서 고무 재배가 확산되고 있었다. 아마존 고무의 가격은 급락했고 지역 경제가 침체되기 시작했다. 기업가나 지역 정부 모두 고무 재배 대신 할 일을 찾지 못했다. 고무로 떼돈을 번 사람들은 지역을 떠났다. 파나마 운하나 볼리비아에서 아르헨티나로 가는 철도 등 다른 교통로가 발달하고 연선지역의 고무 추출 산업이 침체되면서 마데이라-마모레 철도의 수요가 급감하면서 그 철도 또한 화려했던 과거의 유산으로 남았다.
1930년대에 미국의 자동차왕 헨리 포드가 고무나무를 아마존 일대에서 재배하려고 시도했지만 잎병이 돌아 실패했다.

## 두 번째 붐 (1942-1945)
태평양 전쟁 시기에 일본제국이 동태평양을 장악하고 말레이시아로 침입하자 아시아 지역 고무 생산량의 97%가 일본의 손에 넘어가게 되었다. 이 시기에 미국이 고무를 확보하기 위해 브라질에 거액을 투자하면서 두 번째 고무 붐이 일었다.
브라질 정부는 고무 채취도 일종의 전쟁이라며 참전용사와 동일한 혜택을 준다고 꼬드겨서 고무병사를 아마존으로 징용했다. 그들은 열대병에 많이 죽었고, 정부로부터의 약속은 지켜지지 않았다.

## 같이 보기
- 로저 케이스먼트
- 로저 케이스먼트